# Listă de orașe din statul Pennsylvania
- Prezenta pagină este o listă alfabetică a orașelor din statul Pennsylvania, Statele Unite ale Americii.

Municipalitățile de ordin doi, târgurile, se numesc în acest stat borough.

Pentru toate subdiviziunile statului  Pennsylvania a se vedea listele de mai jos.
- Listă de comitate din statul Pennsylvania
- Listă de târguri din statul Pennsylvania
- Listă de districte civile din statul Pennsylvania
- Listă de comunități desemnate pentru recensământ din statul Pennsylvania
- Listă de comunități neîncorporate din statul Pennsylvania

## Orașe (Cities) din Pennsylvania
| Loc | Oraș          | Populație         | Comitat              |  |
| --- | ------------- | ----------------- | -------------------- |  |
| 1   | Philadelphia  | 1,447,395 (2008)  |                      |  |
| 2   | Pittsburgh    | 316,718 (în 2006) | Allegheny            |  |
| 3   | Allentown     | 106,632           | Lehigh               |  |
| 4   | Erie          | 103,817 (2008)    | Erie                 |  |
| 5   | Reading       | 81,207            | Berks                |  |
| 6   | Scranton      | 72,485            | Lackawanna           |  |
| 7   | Bethlehem     | 71,329            | Lehigh & Northampton |  |
| 8   | Lancaster     | 55,381            | lancaster            |  |
| 9   | Altoona       | 49,523            | Blair                |  |
| 10  | Harrisburg    | 47,196 (2007)     | Dauphin              |  |
| 11  | Wilkes-Barre  | 43,123            | Luzerne              |  |
| 12  | York          | 40,862            | York                 |  |
| 13  | State College | 38,420            | Centre               |  |

## Alte legături interne
- Categorie:Liste de comitate din Statele Unite ale Americii după stat
- Categorie:Liste de orașe din Statele Unite după stat
- Categorie:Liste de târguri din Statele Unite după stat
- Categorie:Liste de districte civile din Statele Unite după stat
- Categorie:Liste de sate din Statele Unite după stat
- Categorie:Liste de comunități neîncorporate din Statele Unite după stat
- Categorie:Liste de localități dispărute din Statele Unite după stat
- Categorie:Liste de comunități desemnate pentru recensământ din Statele Unite după stat
- Categorie:Liste de rezervații amerindiene din Statele Unite după stat
- Categorie:Liste de zone de teritoriu neorganizat din Statele Unite după stat